# 南豳州
南豳州，中国南北朝时设置的州
- 北魏置南豳州，治今陕西省永寿县境。孝昌年间之后废南豳州。
- 西魏文帝大统十四年（548年）置南豳州，治所在新平郡白土县（今陕西彬州西南）。领新平一郡，辖区约今陕西省彬州、永寿县、旬邑县、长武县等县、麟游县东部及甘肃省泾川县地。以北方别有豳，故此为南。西魏废帝三年（554年）废北豳州，南豳州改为豳州。